# 星野佳路
星野 佳路（ほしの よしはる、1960年4月29日 - ）は、日本の実業家、翻訳家。星野リゾート代表取締役社長。慶應義塾大学経済学部卒業、コーネル大学ホテル経営大学院修士課程。長野県北佐久郡軽井沢町出身。祖父は西崎恵（元文部事務次官、元岡山県副知事）。

## 概要
長野県軽井沢町生まれ。慶應義塾大学経済学部卒業。米国コーネル大学ホテル経営大学院修士課程修了。
1990年（平成2年）に星野温泉（現在の星野リゾート）社長に就任。2001年（平成13年）から2004年（平成16年）にかけて、山梨県のリゾナーレ、福島県のアルツ磐梯、北海道のトマムとリゾートの再建に取り組む一方、星野温泉旅館を改築し、2005年（平成17年）「星のや軽井沢」を開業。さらに1997年には、クラフトビールメーカーのヤッホーブルーイングを創業、クラフトビールブームを先導した。
現在、運営拠点は、ラグジュアリーラインの「星のや」、高級温泉旅館の「界」、西洋型リゾートの「リゾナーレ」、都市観光ホテルの「OMO」、20代ターゲットの「BEB」の5ブランドを中心に、国内外42カ所に及ぶ。2013年（平成25年）には、日本で初めて観光に特化した不動産投資信託（リート）を立ち上げ、星野リゾート・リートとして東京証券取引所に上場させた。

## 経歴

### 幼少期・学生時代
長野県軽井沢町にて星野温泉旅館の4代目として生まれる。3つ歳下の弟と二人兄弟。
軽井沢町立軽井沢中部小学校、慶應義塾中等部、慶應義塾高等学校、慶應義塾大学経済学部を卒業。米国のコーネル大学ホテル経営大学院修士課程修了。
慶應義塾中等部、及び慶應義塾高等学校ではアイスホッケー部に所属。中学時代には全国大会で優勝を経験し、高校時代には国体に出場した。大学進学後、慶應義塾体育会スケート部（ホッケー部門）では1年目からレギュラー。3年時には主将を務めた。大学時代には2部リーグで優勝し、1部リーグへの復帰を果たす。学生選抜に入ったり、海外大会に出場したりと活躍。
大学卒業後はホテル経営学 を学ぶために2年間、米国のコーネル大学のホテル経営大学院で学ぶ。1986年（昭和61年）に修士課程を修了。

### 会社員時代
アメリカの日本航空開発（現・オークラ ニッコー ホテルマネジメント）に現地採用されたが、父に呼び戻されて日本に帰国。予定通り星野温泉の取締役として入社するも、その経営方針が組織内外に受け入れられずに約半年で退社。再び渡米しシティバンク銀行でリゾートホテル事業の債権回収業務を担当すること2年。
星野温泉株主や役員を含む社内外関係者から再度、呼び戻される。

### 4代目社長就任『星野温泉時代』
1990年（平成2年）株式会社星野リゾート4代目社長 に就任する。
星野温泉ホテル、ホテルブレストンコートなど宿泊施設の運営、軽井沢高原教会や石の教会 内村鑑三記念堂をはじめとするブライダル事業など、既存のビジネスの枠組みを守りながら新規拡大を続けた。

### 『星野リゾート』時代
1995年（平成7年）星野温泉から株式会社星野リゾートに社名変更。1999年（平成11年）山梨県小淵沢町に7万平方メートルという広い敷地を有するデザインホテル「リゾナーレ」をリゾート再生案件として引き受ける。開始時の平均稼働率は40パーセントを切っていたが、新たなコンセプトを掲げ、2001年（平成13年）からは山梨県リゾナーレの経営権を取得して再生させ、2004年（平成16年）には黒字化に成功する。
2003年（平成15年）から東北最大級のスキー場「アルツ磐梯」の経営に参加して業績を立て直すなど、その運営力を活かした経営再建事例が注目された。この再生案件をきっかけに星野リゾートはそのイメージを「軽井沢の老舗リゾート企業」から、「日本のリゾート運営会社」へと脱皮させることになる。
2003年（平成15年）国土交通省の「観光カリスマ百選」第2回選定委員会から「観光カリスマ」に認定。日本の観光産業振興のカギを握る経営者として注目されている。
2004年（平成16年）アルファリゾート・トマム（現：星野リゾート トマム）の再生を引き受ける
2005年（平成17年）星野温泉で約100年の歴史を刻んできたホテルを2003年（平成16年）にクローズし、約2年にわたり市場調査を行い、「星のや 軽井沢」を開業。運営はソフト面を重視、ホテルなどで提供される世界の水準をベースに考え、新たなコンセプトの温泉旅館として開業した。
2009年（平成21年）「星のや 京都」を開業。世界に通用するリゾートを日本国内に展開するという取組が本格化する。2012年（平成24年）「星のや 竹富島」を開業。2014年（平成26年）星野リゾートは創業100周年を迎えた。
2010年（平成22年）第23回日本メガネベストドレッサー賞経済界部門を受賞。
2015年（平成27年）復興庁の「東北観光アドバイザー会議」に参加する。
星野リゾートは現在、全国で21のリゾート、旅館を運営している。

## 人物
- 冬山で年間60日のスキー滑走を目標とし、アシスタント1名とともに滑っている。
- 健康管理では「一日一食」主義を実践している[7]。
- 海外での訪日観光営業から、東京電力福島第一原子力発電所事故による風評被害が根強いことを痛感。福島県の県名変更が「20年、30年先の復興を考えればそれが一番の策」と提言した[8]。
- 好きな食べ物はトンカツ[9]。

## 仕事術
- アメリカの経営学者のマイケル・ポーターや、ドラッカーのヘンリー・ミンツバーグの書物に影響を受けている[10]。
- 若手のビジネスパーソンに薦めるビジネス教科書として2冊をあげる。原理原則、基本パターンが書かれているという。マイケル・ポーターの『競争戦略論』と、ケン・ブランチャードの『エンパワーメント理論』[10]。
- 「3ない主義」を大事にしている。「行きたくないところには行かない」「やりたくないことはやらない」「会いたくない人には会わない」[10]
- 仕事から離れる時間をつくる。これがプラスに働いている。佳路にとって『遊び』はスキーで毎年60日、必ずスキーをすると決めている。アシスタントと相談しながらカレンダーにスケジュールを埋めていき、『遊び』の時間を確保してから、残りの305日で仕事を計画する。目標を達成するための全く逆の発想。そこまでしない限り、仕事の合間とか、暇な時にやろうと思っても時間がないとなってしまう。そのためには徹底的に「無駄」を省く。夜の会食にはほとんど行かない、ゴルフもしない、義理で人と会う会合にも参加しない。今はどこからでもビデオメッセージを送れるので社員の結婚式にも出席しない。自分がいなくてもいい会議には出ないようにしている。星野リゾートの経営において、本当に必要なことだけをやりたい。そこは明確に線引きをしている。それが305日で仕事を完結することにつながる。残り時間が限られているなら、その範囲内で何とかするしかないので[11]。

## 出演

### テレビ
※ テレビ番組出演検索サイト「星野佳路」より　※ テレビ出演ランキング「星野佳路」より
NHK総合テレビジョン
- 『プロフェッショナル 仕事の流儀』 "信じる力"が人を動かす 経営者 星野リゾート社長（2006年1月10日）[12]
- 『明日へ つなげよう 未来塾』
- 『逆転人生』
- 『SWITCHインタビュー 達人達』 「星野佳路×中川政七」（2016年11月12日）[13]
- 『週刊ニュース深読み』
- 『日曜討論』
- 『英語でしゃべらナイト』
- 『仕事学のすすめ　星野佳路　部下を信じるリーダー術』全4回（2010年9月2日 - 23日）[14]
- 『歌うコンシェルジュ』

NHK教育テレビ
- 『“それから”の「東北発☆未来塾」 夢をつかむチカラ』
- 『先人たちの底力 知恵泉』

日本テレビ
- 『news every.』
- 『心ゆさぶれ!先輩ROCK YOU』
- 『ヒルナンデス!』
- 『メレンゲの気持ち』
- 『ウェークアップ!ぷらす』
- 『シューイチ』
- 『スッキリ
- 『news zero』
- 『情報ライブ ミヤネ屋』

TBSテレビ
- 『夢の扉+』
- 『＠Heart』
- 『がっちりマンデー!!』
- 『みのもんたの朝ズバッ！』
- 『ビジネスクリック』
- 『ジョブチューン アノ職業のヒミツぶっちゃけます!』
- 『ビビット』
- 『王様のブランチ』
- 『Nスタ』
- 『がっちりマンデー!!』

フジテレビ
- 『新報道2001』
- 『みんなのニュース』
- 『ビジネスStyle』
- 『Mr.サンデー』
- 『直撃LIVE グッディ!』
- 『KinKi Kidsのブンブブーン』

テレビ朝日
- 『GLOBE』
- 『ワイド!スクランブル』
- 『週刊ニュースリーダー』
- 『羽鳥慎一モーニングショー』
- 『報道ステーション』
- 『ビートたけしのTVタックル』[15]

テレビ東京
- 『日経スペシャル ガイアの夜明け』 湯けむりサバイバル 〜旅館再生に挑む請負人たち〜（2005年9月6日）[16]。- ゴールドマン・サックス証券と一緒に取り組んでいる「老舗温泉旅館の再建」を取材。
- 『日経スペシャル カンブリア宮殿』　https://www.youtube.com/watch?v=QT1O-0_KtT8
  - 旅館革命で世界に勝て！（2010年2月1日）[17]
  - リゾート再生の達人がさらなる進化！「日本旅館を世界へ」（2016年12月1日）[18]
  - 未曾有の危機 日本観光の生き残り策！（2020年8月20日）[19]
- 『ワールドビジネスサテライト』　https://www.youtube.com/watch?v=4d0tF5I1jBQ
- 『ソロモン流』
- 『マネーの羅針盤』
- 『戦士の逸品』
- 『Newsモーニングサテライト』
- 『ニッポン工事中！』
- 『Mプラス』
- 『チャージ730!』
- 『Newsモーニングサテライト』
- 『ガイアの夜明け』
- 『モーニングチャージ』
- 『日経スペシャル 未来世紀ジパング〜沸騰現場の経済学〜』 世界ホテル戦争！ニューリッチを狙え（2018年10月31日）[20]
- 『日経ニュース プラス9』

BS12
- 『報道ライブ21 INsideOUT』　https://www.youtube.com/watch?v=20gxUpOM0Qg

テレビ北海道
- 『けいざいナビ』　https://www.youtube.com/watch?v=wa28vURyZd0

読売テレビ
- 『かんさい情報ネットten.』　https://www.youtube.com/watch?v=eBu0sodakE0

ABEMA
- 『ABEMA Prime』　https://www.youtube.com/watch?v=_8x78v2U0TI

台湾テレビ局
- 『TVBSニュース』

### ラジオ
文化放送
- 『田村淳のNewsCLUB』　https://www.youtube.com/watch?v=d16zlNCc4lo

### 雑誌
※ 国立国会図書館検索サイト「星野佳路」より
- 『三田評論』（慶応義塾）- 温泉の将来
- 『月刊ホテル旅館』（柴田書店）
- 『宣伝会議』（宣伝会議）- ニュー時代のリーダーたち
- 『ブレーン』（宣伝会議）
- 『日経ベンチャー』（日経BP）- 父親との葛藤の先に、目指すゴールが見えた
- 『Executive matter』（ジャスネットコミュニケーションズ）
- 『月刊レジャー産業資料』（綜合ユニコム）- 再生の根底にある3つの要素
- 『環境研究』（日立財団）
- 『財界ふくしま』（財界21）
- 『経済界』（フェイス出版）- リゾート再生のキーワードはコンセプトに尽きる
- 『日経ビジネス』（日経BP）- おもてなしで外資に勝つ
- 『Venture link』（ベンチャー・リンク）
- 『日経ビジネスassocié』（日経BP）
- 『先見経済』（清話会）-  リゾートの達人が語る企業再生術
- 『人事マネジメント』（ビジネスパブリッシング）- 星野リゾートにみる人材・組織開発の仕掛け
- 『商業界』（商業界）- 「論理的に正しい」よりも従業員が共感するほうが絶対に大事
- 『日経アーキテクチュア』（日経BP）- リゾート再生を目指し建築で非日常を演出
- 『財界』（財界研究所）
- 『新建築』（新建築社）- 地域文化をテーマとしながら進化するデザインを
- 『Think!』（東洋経済新報社）
- 『潮』（潮出版社）- リゾート再生の鍵は社員への「愛情」
- 『商工ジャーナル』（商工中金経済研究所）
- 『週刊ダイヤモンド』（ダイヤモンド社）- 「所有と運営」の分離が進めばリゾート産業は大きく変わる
- 『月刊ホテル旅館』（柴田書店）- 日本流リゾート再生の極意と世界に通用する温泉地創造の可能性
- 『Diamond visionary』（ダイヤモンド社）- 温泉旅館の変革が使命! スタッフ全員がマルチタスク化へ
- 『日本経済研究センター会報』（日本経済研究センター）
- 『日経情報ストラテジー』（日経BP）
- 『プレジデント』（プレジデント社）- クレーム対応--「損する人」に納得してもらう
- 『Voice』（PHP研究所）
- 『食品商業』（商業界）
- 『国民生活金融公庫調査月報』（中小企業リサーチセンター）- 新春対談 "星野流再生術"で輝きを取り戻せ
- 『石垣』（日本商工会議所）- 徹底した環境対策を利益に直結
- 『スモールビジネス』（国民生活金融公庫総合研究所）
- 『The21』（PHP研究所）
- 『Squet』（三菱UFJリサーチ&コンサルティング会員事業部』- 社員の自主性を引き出す組織づくりこそ研修成功の条件
- 『日経レストラン』（日経BP）
- 『日経トップリーダー』（日経BP）- 他リゾートの追随をやめ、ニッチ市場を切り開く
- 『日経消費ウオッチャー』（日本経済新聞社）- 日本の温泉街や旅館の良さを再生
- 『月刊ボス』（経営塾）
- 『アイ・エム・プレス』（アイ・エム・プレス）- きめ細かなサービスと無駄を省いたCRMの導入でビジネスを推進
- 『観光立国と地域活性化をめぐって』（国立国会図書館）
- 『週刊東洋経済』（東洋経済新報社）- ITでここまで減る時間と費用のムダ
- 『国土交通』（国土交通省大臣官房広報課）- 休日の分散化と移動コストの引き下げ
- 『温泉科学』（日本温泉科学会）- インバウンド時代の温泉旅館
- 『Works』（リクルート）
- 『クオリティマネジメント』（日本科学技術連盟）
- 『週刊文春』（文芸春秋）- 家の履歴書
- 『香川経済同友会』（香川経済同友会）- 勝ち続ける組織への模索
- 『Value creator』（Value creator社）
- 『熱風 : スタジオジブリの好奇心』（徳間書店）
- 『観光文化』（日本交通公社）
- 『Realitas』（日立製作所情報）
- 『文芸春秋』（文芸春秋）- 軽井沢の温泉旅館が世界進出の原点
- 『衆知』（PHP研究所）
- 『日経グローカル』（日経BP）
- 『中央公論』（中央公論新社）
- 『理念と経営）（コスモ教育出版）
- 『Newspicks magazine』（NewsPicks）- 僕の人生は、同級生に「バカにされて」変わった
- 『Hanada』（飛鳥新社）
- 『エコノミスト） (毎日新聞社) - 同族経営の底力
- 『週刊ポスト』（小学館）
- 『Work mill』（プレジデント社）-世界を惹きつける「新しい日本らしさ」とは
- 『読売クオータリー』（読売新聞社）- 後継者不足に悩む 同族企業が生き残るには
- 『日経コンピュータ』（日経BP）
- 『プロジェクト研究』（早稲田大学総合研究機構）
- 『サンデー毎日』（毎日新聞出版）
- 『MARR』（レコフデータ）- 星野リゾート代表が語る 「マイクロツーリズム」戦略で新型コロナ禍を生き延びる
- 『THEMIS』（テームス）
- 『旅行読売』（旅行読売出版社）- コロナ後の観光のゆくえ

### DVD
- 『プロフェッショナル 仕事の流儀 第1期 リゾート再生請負人 星野佳路の仕事』（NHKエンタープライズ、2006年9月22日）　EAN 4988066151552

## 関連書籍
- 『北海道観光の自立を探る』（著者:札幌国際大学 北海道地域・観光研究）（中西出版、2009年3月1日）ISBN 9784891151973
- 『対談集 堀文子粋人に会う』（著者:堀文子）（清流出版、2009年11月1日）ISBN 9784860293062 - 「軽井沢を愛する人々」
- 『社長の値打ち 企業価値向上論講義』（著者:佐山展生）（日本経済新聞出版社、2010年4月16日）ISBN 9784532316112 - 「やる気を引き出す、燃えさせる」
- 『賢人のビジネスリーダー力 トップの決断が生命線!ピンチをチャンスに変えろ!』（著者:星野佳路 高田明 高原豪久 加藤智治 佐々木常夫）（幻冬舎、2012年7月12日）ISBN 9784344902534
- 『カンブリア宮殿 村上龍×経済人 変化はチャンス : RYU'S TALKING LIVE』（著者:村上龍）（日本経済新聞出版社、2012年7月26日）ISBN 9784532168407
- 『カンブリア宮殿 村上龍×経済人 社長の金言 2』（著者:村上龍）（日本経済新聞出版社、2013年6月4日）ISBN 978-4532196875
- 『経営者が語る戦略教室』（編:日本経済新聞社）（日本経済新聞出版社 日経ビジネス人文庫、2013年9月3日）ISBN 9784532197001
- 『競争優位を実現するファイブ・ウェイ・ポジショニング戦略』（著者:フレッド・クロフォード ライアン・マシューズ、監修:星野佳路）（イースト・プレス、2013年10月6日）ISBN 9784781609362
- 『星野佳路と考えるファミリービジネスマネジメント(1) 継ぐべきか、継がざるべきか』（著者:中沢康彦、編:日経トップリーダー）（日経BP社、2014年2月6日）ISBN 9784822263898
- 『賢者のリーダーシップ みんながリーダー!の組織をつくる』（著者:遠藤功）（日経B社P、2014年3月14日）ISBN 9784822250065
- 『「好き嫌い」と経営』（著者:楠木建）（東洋経済新報社、2014年6月27日）ISBN 9784492533444
- 『発想の種IMAGINE 育成編』（著者:茂木健一郎 川崎健二）（講談社、2014年10月21日）ISBN 9784062192637
- 『グローバル経営戦略2015 今、未来潮流を捉え、覚悟を持って踏み出す時』（監修:デロイト・トーマツ・コンサルティング）（東洋経済新報社、2014年11月21日）ISBN 9784492961100
- 『カンブリア宮殿 村上龍×経済人スゴい社長の金言』（著者:村上龍）（日本経済新聞出版社、2016年9月24日）ISBN 9784532176020
- 『社員の力で最高のチームをつくる 〈新版〉1分間エンパワーメント』（著者:ケン・ブランチャード ジョン・P.カルロス アラン・ランドルフ、訳者:御立英史、監訳:星野佳路）（ダイヤモンド社、2017年2月24日）ISBN 9784478100677
- 『ファミリービジネス経営論 ビジネススクールで教えている』（著者:ジャスティン・B.クレイグ ケン・ムーア、訳者:東方雅美）（プレジデント社、2019年6月13日）ISBN 9784833423250
- 『異端会議 異端者がビジネスを変える』（編著:「異端会議」編集チーム、監修:藪崎敬祐）（翔泳社、2019年7月10日）ISBN 9784798163253
- 『星野佳路と考えるファミリービジネスの教科書』（編者:小野田鶴 日経トップリーダー）（日経BP社、2019年11月25日）ISBN 9784296104444
- 『The Visual MBA イラストレーターが名門カレッジ2年間の講義をまとめた 経営学の要点を学べるスケッチノート』（著者:ジェイソン・バロン、訳者:関美和(訳者)、監修:星野佳路）（ダイヤモンド社、2020年8月6日）ISBN 9784478107256
- 『論客16人が予測するコロナ後の新ビジネスチャンス これから伸びる企業・市場、求められる人材・働き方』（編集:『THE21』編集部）（PHP研究所、2020年8月22日）ISBN 9784569847511